# Шлоссер, Людвиг Генрих
Иоганн Людвиг Генрих Шлоссер (также Генрих Людвиг Шлоссер; 7 сентября 1663, Дармштадт — 8 августа 1723, Франкфурт-на-Майне) — немецкий протестантский священнослужитель, педагог и автор песен.

## Биография
Иоганн Людвиг Генрих Шлоссер родился 7 сентября 1663 года в Дармштадте, в семье пастора. Шлоссер происходил из семьи пастора. Его отец Иоганн Филипп Шлоссер (1613—1675), и его дед Иоганнес Шлоссер были придворными проповедниками. Как и его брат Филипп Казимир Шлоссер (1658—1712), он первоначально посещал педагогический факультет в Дармштадте с 1671 по 1680 год, а затем поступил в Гиссенский университет в 1680 году. Там за ним присматривал его старший сводный брат Иоганн Даниил Аркуларий, преподававший там в качестве профессора богословия. Два брата отправились во Франкфурт-на-Майне в 1686 году, где старший брат перешёл на проповедническое служение, а Людвиг Генрих Шлоссер сдал экзамен на проповедника.
В 1687 году, сдав экзамены, Шлоссер принял вызов на педагогику в родной город Дармштадт. В 1692 году он был назначен заместителем директора заведения. В 1696 году он покинул Дармштадт и поступил на работу во Франкфуртскую гимназию. Он вступил в новую должность 9 июня 1696 года, а 2 июля получил гражданство города Франкфурта-на-Майне.
Шлоссер недолго оставался учителем, а вместо этого пытался найти новое направление карьеры. Он произнёс предвыборную проповедь и в 1697 году стал пастором церкви Святой Екатерины. В 1719 году он стал там воскресным проповедником. Людвиг Генрих Шлоссер умер от инсульта 8 августа 1723 года во Франкфурте-на-Майне, в возрасте 59 лет.

## Семья
Людвиг Генрих Шлоссер был женат на Марии Якобине Вальтер (ок. 1667—1732), от которой у него было шесть детей:
- Людвиг Генрих Шлоссер-младший (1690—1754)
- Карл Эразм Шлоссер (1696—1773) — был женат на Сюзанне Марии Орт (1703—1789), дочери из известной купеческой семьи Орт, от которой у него было трое детей, в том числе писатель Иоганн Георг Шлоссер (1739—1799), который впоследствии стал зятем поэта Иоганна Вольфганга фон Гёте (1749—1832) после женитьбы на его сестре Корнелии (1750—1777), а после смерти Корнелии Шлоссер он женился на Иоганне Фальмер (1744—1821), подруге Иоганна Вольфганга фон Гёте и дочери торговца и советника Георга Кристофа Фальмера (1687—1759) от второго брака с Марией Старк (1701—1780), от двух браков имел четверых детей, его вторая жена приходилась тёткой поэтам и философам Иоганну Георгу Якоби (1740—1814) и Фридриху Генриху Якоби (1743—1819) и сводной сестрой их матери Марии Фальмер (1713—1746).
- Катарина Шлоссер (1698—1796) — в 1735 году вышла замуж за Иоганна Георга Шмоля фон Эйзенверта.
- Мария Якобина Шлоссер (1701—1780) — в 1729 году вышла замуж за первого городского священника в Гиссене Кристофа Людвига Рюдигера (1687—1742).
- Элизабет Шарлотта Шлоссер (1704—1760) — в 1730 году вышла замуж за пастора Максимилиана Деке.
- Анна София Шлоссер (1706—1766) — в 1735 году вышла замуж за юриста и правительственного советника Фридриха Альбрехта Центграфа (1691—1766), сына лютеранского богослова и профессора Иоганна Иоахима Центграфа[нем.] (1643—1707).

## Публикации (подборка)
Песни
Из Шлоссера известно 42 гимна , в том числе:
- Иисус принимает грешников — поэтому я не буду отчаиваться, 1693.
- Заботься обо мне во всякую нужду, 1701.
- Злой Бог, позволь мне помолиться за тебя, 1719.

Книги
- Маленькая молитвенная комната, посвященная Богу, Бауэр, Франкфурт-на-Майне, 2-е издание 1706 г.
- Безмолвная хвала Богу в духовном Сионе, Андреа, Франкфурт-на-Майне, 3-е издание 1724 г.